# Wilhelm Gerhard Walpers
Wilhelm Gerhard Walpers ( 1816, Mühlhausen - 1853, Berlín ) fue un botánico alemán.

## Biografía
Wilhelm Walpers obtiene su doctorado en Greifswald en 1839.
Murió en una institución mental de Berlín.
Wilhelm Walpers fue el primero en describir a la maca (Lepidium meyenii), planta que se cría a gran altura en los Andes.

## Obras
- Repertorium botanices systematicæ. Seis volúmenes, de 1842 a 1847
- Animadversions Criticae in Leguminosas Capenses Herbarii Regii Berolinensis. 16 de diciembre 1839
- Annales botanices systematicæ. Tres volúmenes, de 1848 a 1853

## Honores

### Epónimos
Géneros
- (Fabaceae) Walpersia (Meisn. ex Krauss) Harv. & Send.[1]

- (Rhamnaceae) Walpersia Reissek[2]

Especies
| - (Apiaceae) Dimetopia walpersii Bunge - (Asteraceae) Aster walpersianus Nees - (Asteraceae) Baccharis walpersiana D.Dietr. - (Asteraceae) Vernonia walpersiana Steud. - (Begoniaceae) Begonia walpersii Heynh. | - (Boraginaceae) Antiphytum walpersii A.DC. - (Boraginaceae) Eritrichium walpersii Wedd. - (Brassicaceae) Lepidium walpersii J.F.Macbr. - (Convolvulaceae) Ipomoea walpersiana Duchass. ex Urb. - (Fabaceae) Genista walpersiana Briq. | - (Geraniaceae) Geranium walpersianum Hieron. ex R.Knuth - (Oleaceae) Olea walpersiana Hance ex Walp. - (Onagraceae) Oenothera walpersii Donn.Sm. - (Poaceae) Hordeum walpersii R.E.Regel - (Scrophulariaceae) Selago walpersii Choisy |

- La abreviatura «Walp.» se emplea para indicar a Wilhelm Gerhard Walpers como autoridad en la descripción y clasificación científica de los vegetales.[18]

También aparece en colaboración con otros botánicos como :
- Duchassing & Walpers
- Meyen & Walpers
- Nees & Walpers
- Walpers & Duchassing